# 7. BAFTA-gála
A 7. BAFTA-gálát 1954-ben tartották, melynek keretében a Brit film- és televíziós akadémia az 1953. év legjobb filmjeit és alkotóit díjazta.

## Díjazottak és jelöltek
(a díjazottak félkövérrel vannak jelölve)

### Legjobb film és brit film
Különös kirándulás

 Tiltott játékok
- A szörnyeteg és a szépség
- Térj vissza, kicsi Sheba!
- Kegyetlen tenger
- Most és mindörökké
- The Heart of the Matter
- Julius Caesar
- The Kidnappers
- Lili
- Don Camillo kis világa
- The Medium
- Mogambo
- Moulin Rogue
- Mindannyian gyilkosok vagyunk
- Római vakáció
- Idegen a vadnyugaton
- The Sun Shines Bright
- Két krajcár reménység

### Legjobb elsőfilmes
Norman Wisdom – Botrány az áruházban
- Colette Marchand – Moulin Rogue

### Legjobb brit főszereplő
John Gielgud – Julius Caesar
- Jack Hawkins – Kegyetlen tenger
- Trevor Howard – The Heart of the Matter
- Duncan Macrae – The Kidnappers
- Kenneth Moore – Különös kirándulás

### Legjobb brit női főszereplő
Audrey Hepburn – Római vakáció
- Celia Johnson – The Captain's Paradise

### Legjobb külföldi férfi főszereplő
Marlon Brando – Julius Caesar
- Eddie Albert – Római vakáció
- Van Heflin – Idegen a vadnyugaton
- Claude Laydu – Egy falusi plébános naplója
- Marcel Mouloudji – Mindannyian gyilkosok vagyunk
- Gregory Peck – Római vakáció
- Spencer Tracy – The Actress

### Legjobb külföldi női főszereplő
Leslie Caron – Lili
- Shirley Booth – Térj vissza, kicsi Sheba!
- Marie Powers – The Medium
- Maria Schell – The Heat of the Matter

### Legjobb dokumentumfilm
A Mount Everest meghódítása
- Crin blanc: Le cheval sauvage
- Elizabeth Is Queen
- Images Medievales
- Kumak, The Sleepy Hunter
- Millia miglia 1953
- Operation Hurricane
- A Queen Is Crowned
- Teeth of the Wind
- Vo l'dakh okeana
- Water Birds
- World Without End

### Legjobb speciális film
The Romance of Transportation in Canada
- Full Circle
- Johnny on the Run
- Little Boy Blew
- The Dog and the Diamonds
- The Pleasure Garden
- The Moving Spirit
- The Figurehead

### Egyesült Nemzetek-díj az ENSZ Alapokmányának egy vagy több elvét bemutató filmnek
World Without End
- Johnny on the Run
- Teeth of the Wind

### Érdembizonyítvány
Elizabeth is Queen

 A Queen Is Crowned

 A Mount Everest meghódítása

 Erich von Stroheim